# Садове (Бендзинський повіт)
Садове (пол. Sadowie) — село в Польщі, у гміні Меженциці Бендзинського повіту Сілезького воєводства.
Населення — 401 особа (2011).
У 1975-1998 роках село належало до Катовицького воєводства.

## Демографія
Демографічна структура станом на 31 березня 2011 року:
|          | Загалом | Допрацездатний вік | Працездатний вік | Постпрацездатний вік |
| -------- | ------- | ------------------ | ---------------- | -------------------- |
| Чоловіки | 195     | 35                 | 139              | 21                   |
| Жінки    | 206     | 36                 | 118              | 52                   |
| Разом    | 401     | 71                 | 257              | 73                   |